# A Tale of Two Cities (Lost)
A Tale of Two Cities este un episod al serialului de televiziune Lost, sezonul 3.